# なるほど!ラボ
『なるほど!ラボ』は、テレビ大阪と日経CNBCで放送されていた、経済をテーマにしたバラエティ番組。全103回。テレビ大阪では2005年4月2日から2007年6月23日まで、毎週土曜 18:30 - 19:00に放送。

## 出演者

### 司会
- 研究所所長：清水圭
- 研究主任：植草結樹（テレビ大阪アナウンサー）

### アシスタント
- 解説：和田秀樹（精神科医）
- 秘書：米倉志保
- リポーター：美崎悠

## スタッフ
- 制作協力：Jワークス、テーク・ワン
- 構成作家：藤田雄一、松本崇

## コーナー
- 特集
- なるほどFactory

## 放送局
| 放送対象地域 | 放送局     | 系列           | 放送日時                                                 | 備考                  |
| ------------ | ---------- | -------------- | -------------------------------------------------------- | --------------------- |
| 大阪府       | テレビ大阪 | テレビ東京系列 | 土曜 18:30 - 19:00                                       | 製作局                |
| 日本全域     | 日経CNBC   | CSチャンネル   | 土曜 13:00 - 13:30 土曜 25:00 - 25:30 日曜 22:30 - 23:00 | 2007年9月30日まで放送 |